# Peleteria analis
Peleteria analis är en tvåvingeart som först beskrevs av Macquart 1846.  Peleteria analis ingår i släktet Peleteria och familjen parasitflugor.
Artens utbredningsområde är Colombia. Inga underarter finns listade i Catalogue of Life.